# Vanesa
Vanesa je žensko osebno ime.

## Izvor imena
Ime Vanesa izhaja iz angleškega imena Vanessa. Ime si je izmislil angleški pisatelj Jonathan Swift za svojo intimno prijateljico. Ime je  zložil iz prvega zloga njenega danskega imena in priimka. Ime je postalo znano po Swiftovi pesnitvi Candenus in Vanessa.

## Različice imena
Vanessa, Vanisa

## Tujejezikovne različice imena
- pri Angležih: Vanessa

## Pogostost imena
Po podatkih Statističnega urada Republike Slovenije je bilo na dan 31. decembra 2007 v Sloveniji število ženskih oseb z imenom Vanesa: 442.

## Osebni praznik
V krščanskem koledarju ni svetnice s tem imenom, zato bi ga lahko uvrstili k imenu Vanda.